# Gennaro Barra
Gennaro Barra (Salerno, 25 gennaio 1910 – Burca Hobu, 27 agosto 1937) è stato un militare italiano, decorato di medaglia d'oro al valor militare alla memoria nel corso delle operazioni di controguerriglia in Africa Orientale Italiana.

## Biografia
Nacque a Salerno nel 1910, figlio di Pasquale e di Margherita Buonocore. Arruolatosi nel Regio Esercito frequentò la Scuola allievi ufficiale di complemento della sua città natale, venendo promosso sottotenente il 16 giugno 1932. Dal 1º febbraio al 31 agosto 1933, data in cui venne congedato, prestò servizio presso il 23º Reggimento fanteria. Richiamato il 30 settembre 1935 per esigenze legate alla guerra d'Etiopia presso il Deposito centrale delle truppe coloniali di Napoli, pochi giorni dopo partì per la Cirenaica destinato al Regio corpo truppe coloniali della Libia. L’anno successivo, divenuto tenente con anzianità 1º luglio 1936, si imbarcò a Tobruk per l'Africa Orientale Italiana sbarcando a Massaua, Eritrea, il 29 settembre. Assegnato al XXVIII Battaglione coloniale, il 1º maggio 1937 assunse il comando di una banda irregolare a Lekempti.

### Morte
Cadde in combattimento a Burca Hobu il 27 agosto 1937, e per onorarne il coraggio fu insignito della medaglia d'oro al valor militare alla memoria.

### Fonti
1. 1 2 3 4 5 6 7  Combattenti Liberazione.
2. 1 2  Gruppo Medaglie d'Oro al Valor Militare 1965, p. 248.
3. ↑  Medaglie d'oro al valor militare sul sito della Presidenza della Repubblica
4. ↑  Registrato alla Corte dei conti del 21 febbraio 1939,  registro 2 Africa Italiana, foglio 189.